# One San Jacinto Plaza
One San Jacinto Plaza es un edificio de gran altura de oficinas de 20 pisos ubicado en 201 East Main Street en el centro de El Paso (Estados Unidos). Es el segundo edificio más alto de El Paso, detrás de Wells Fargo Plaza. Actualmente, entre sus locatarios se encuentran restaurantes, grupos de salud, despachos de abogados, firmas contables, family office, compañías de seguros e instituciones financieras. Fue construido en el estilo internacional de la arquitectura.

## Historia
El edificio se llamó originalmente El Paso National Bank Tower cuando se inauguró en 1962, también se conocía como Texas Commerce Bank Tower en la década de 1980 y principios de la de 1990. A mediados de la década de 1990, Chase Bank había adquirido todas las ubicaciones de Texas Commerce Bank y el nombre de la torre se cambió a Chase Tower.
En 2017, Chase Bank anunció que se mudó y perdió los derechos de nombre de la torre. Jamie Gallagher, vicepresidenta sénior de Borderplex Realty Trust, propietaria del edificio, dijo que el fideicomiso de inversión en bienes raíces de El Paso estaba trabajando con un nuevo inquilino para posiblemente reemplazar a Chase, y dijo, poner su marca en el edificio.
En septiembre de 2018, Borderplex Realty anunció que el nombre de la torre se cambiaría a One San Jacinto Plaza. Se agregó un nuevo sistema de iluminación LED a fines de 2018 para bañar el exterior del edificio con luz, que se puede hacer en varios colores por la noche.